# Presidentens övervakningsprogram

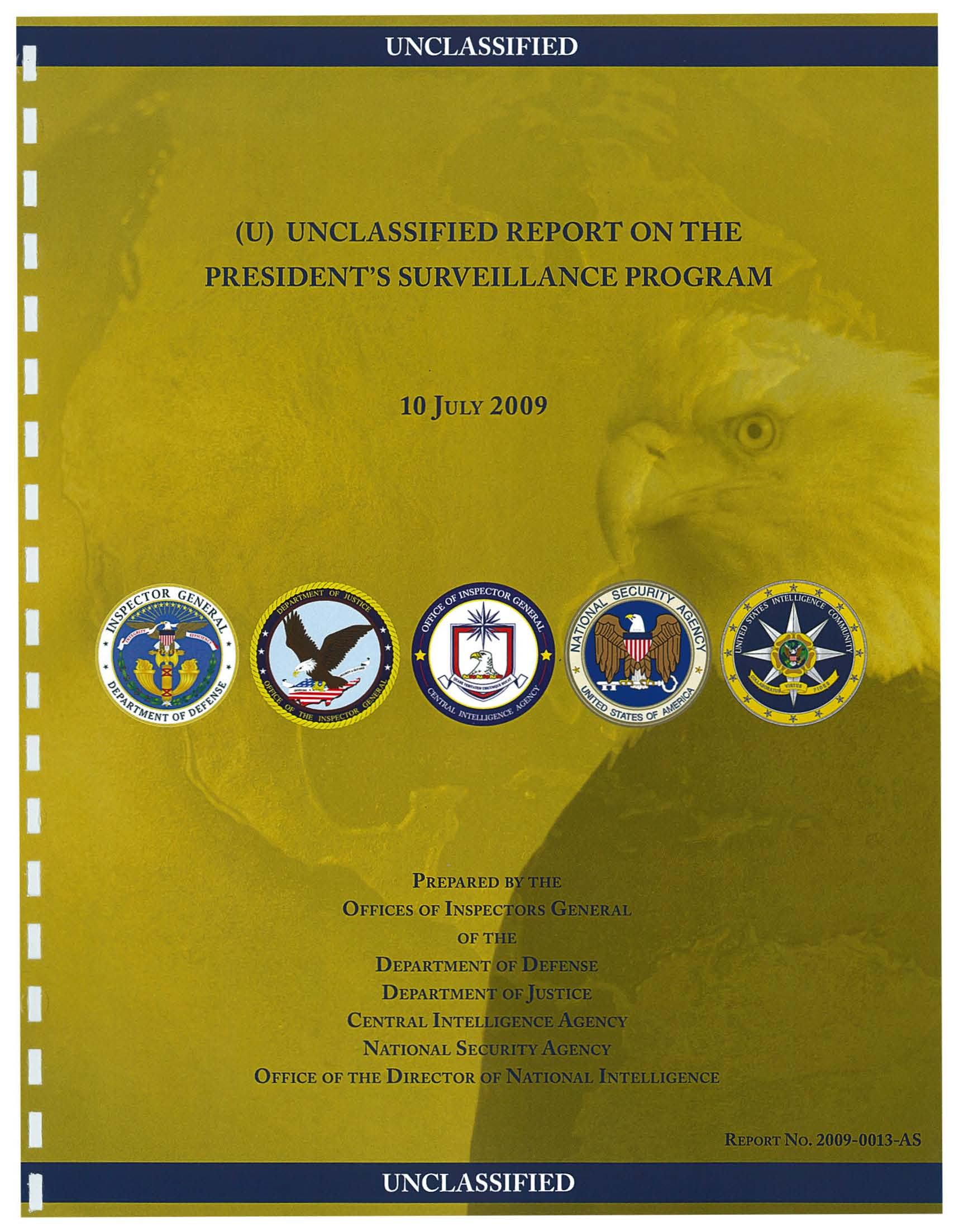
Omslag till den öppna rapporten om Presidentens övervakningsprogram från juli 2009

Presidentens övervakningsprogram (engelska: President's Surveillance Program, PSP) är det samlade uttrycket för en kollektion av hemlig amerikansk information (och hemlig verksamhet) som utgör en del av det amerikanska kriget mot terrorismen. Övervakningsprogrammet lagliggör bland annat telefonavlyssning av internationella samtal där den ena parten tros ha samröre med al-Qaida. 

## Bakgrund
Under de veckor som följde efter terroristattacken den 11 september 2001 fick National Security Agency (NSA) i uppdrag att sätta upp ett program för att framtida terroristattacker i USA skulle omöjliggöras. Den som auktoriserade utarbetandet av detta program var dåvarande presidenten George W. Bush. 

## Tidslinje
- 2001-09-11: Terroristattacken den 11 september dödar omkring 3000 personer.
- 2001-10-25: Kongressen diskuterar det första utkastet av övervakningsprogrammet.